# Angela Lindvall
Angela Lindvall (Midwest City, 14 januari 1979) is een Amerikaans model en actrice.
Op 14-jarige leeftijd werd Lindvall ontdekt door IMG. Sindsdien sierde ze al de covers van onder meer Elle, Harper's Bazaar, Marie Claire en Vogue. Ze deed mee aan campagnes van Christian Dior, Tommy Hilfiger, Versace, Prada, Louis Vuitton, Jimmy Choo, Iceberg, DKNY en Jil Sander.
In 2010 tekende Lindvall een contract bij Women Management.
Lindvall speelde ook in enkele films en tv-series, zoals Kiss Kiss Bang Bang en Hawaii Five-0.
- Bibliothèque nationale de France: cb155500493 (data)
- Gemeinsame Normdatei: 1069405043
- International Standard Name Identifier: 0000 0001 1511 552X
- Library of Congress Control Number: no2004028079
- Nationale Bibliotheek van Tsjechië: xx0181614
- Virtual International Authority File: 68637460
- WorldCat: E39PBJgRXjx3TYrd6dmMcWqhHC